# Cleidopus
Cleidopus is een geslacht van straalvinnige vissen uit de familie van denappelvissen (Monocentridae).

## Soorten
- Cleidopus gloriamaris De Vis, 1882 – Australische denappelvis

Niet geaccepteerde soort:
- Cleidopus neozelanicus geaccepteerd als Monocentris neozelanicus (Powell, 1938)